# Siphona pacifica
Siphona pacifica là một loài ruồi trong họ Tachinidae.